# Rue Sombre
La rue Sombre (en néerlandais : Donkerstraat) est une rue bruxelloise de la commune de Woluwe-Saint-Pierre et Woluwe-Saint-Lambert qui va de la place du Sacré-Coeur à la rue François Gay sur une longueur totale de 350 mètres.

## Historique et description
L'origine du nom vient d'une voie très ancienne qui a conservé son nom populaire en raison de son faible ensoleillement.
Elle figure déjà sur la carte des biens de l'hôpital Saint-Jean (vers 1715). Située à cheval sur les communes de Woluwe-Saint-Lambert et Woluwe-Saint-Pierre, la rue décrit, sur le territoire de cette dernière, un tracé sinueux.

## Inventaire régional des biens remarquables
Entre 1910 et 1930 apparaissent des maisons ouvrières côté impair. Une enfilade de maisons de ce type, les nos 91 à 99, conserve encore son enduit à faux-joints (les nos 97 et 99 sont des maisons jumelles conçues par le géomètre Édouard Van Waeg en 1910). Le no 61 (1928) abritait à l'origine l'habitation et l'atelier du menuisier Guillaume Pélleriaux. Les autres bâtiments de ce côté sont de petits immeubles à appartements bâtis dans la seconde moitié du XXe siècle.